# هیو هفنر
هیو مارستون هیفنر (به انگلیسی: Hugh Marston Hefner) یا به طور محاوره‌ای هِف (Hef) (زاده ۹ آوریل ۱۹۲۶ – درگذشته ۲۷ سپتامبر ۲۰۱۷)، مؤسس و سردبیر مجلهٔ  پلی‌بوی بود. او همچنین به عنوان نماد جنسیت‌گرایی آمریکایی و سخنران انقلاب جنسی و آزادی‌گرایی جنسی مطرح می‌شد.
وی علاقه زیادی به رابطه جنسی داشت و حتی در یک مصاحبه گفته بود روزانه با یکی از مدل‌های خود رابطه بر قرار می‌کند و هیچ یک از مدل‌های او تکراری نیستند.
وی از دانش‌آموختگان دانشگاه ایلینوی در اوربانا شامپاین بود.
هیو هفنر، از طرفداران پویانمایی سیمپسون‌ها است. شخصیت کارتونی او در یکی از اپیزودهای سیمپسون‌ها، یک بار به نمایش درآمده است.
هم‌چنین او قبر مجاور مریلین مونرو را با پرداخت مبلغ ۷۵ هزار دلار خریداری کرده بود.

## مرگ
او در تاریخ ۲۷ سپتامبر ۲۰۱۷ در منزل شخصی خودش امارت پلی بوی، واقع در هولمبی هیلز لس انجلس بعلت نوعی عفونت ادراری بنام اشریشیا کلی، در سن ۹۱ سالگی درگذشت. محل دفن وی قبر خریداری شده اش در کنار قبر مریلین مونرو در گورستان وست‌وود است.